# Ansambel Veseli planšarji
Ansambel Veseli planšarji je nekdanji narodnozabavni ansambel, ki je bil ustanovljen leta 1955. Zasedba je bila razpoznavna po planšarskih opravah. Uporabljali so tudi posebne inštrumente.

## Zasedba
Ustanovitelj in voditelj ansambla je bil Franček Povše, ki je v prvem sestavu igral na klarinet. Preostali člani prvega sestava so bili Tone Kirin na harmoniki, Marjan Ličen na trobenti, Rado Kožlin na bas baritonu in Jelko Čukli na bumbasu. Vsi so bili tudi člani godbe ljubljanske milice.
Z ansamblom je sodelovalo veliko različnih pevcev. Kot prva sta se jim pridružila Janko Smolnikar in Janez Jeršinovec. Pozneje so se kot pevci zvrstili Franc Babič, Janez Grčar, Tomaž Tozon, Dušan Kobal, Mile Štimec in Damir Koren, izmed žensk pa so z ansamblom svoj čas pele Nada Makoter, Silva Vetrih, Branka Strgar in Marica Jerše.
Harmoniko so v ansamblu svoj čas igrali tudi Pavle Kosec, Vili Kralj in Edi Semeja.

## Delovanje
Ansambel Veseli planšarji je bil ustanovljen leta 1955. Razpoznaven je bil po svojih opravah, saj so člani bili napravljeni v planšarska oblačila. Nosili so izrazite klobuke s širokimi krajci, bele volnene nogavice, lesene, ročno izdelane cokle in kožuhovinasta malha. Od Ansambla bratov Avsenik so se razlikovali ne samo po oblačilih, temveč tudi po inštrumentih, ki so jih uporabljali v ansamblu. Tako niso uporabljali kitare, veliko pa so vključevali ljudska glasbila, zvončke, rogove in kraguljčke.
Na začetku so nastopali brez pevcev in snemali inštrumentalne skladbe. Nato so nastopali skupaj s Tonetom Kozlevčarjem in Božom Grošljem, večkrat pa tudi z Avgustom Stankom in humoristoma Franom Milčinskim - Ježkom in Slavkom Kožarjem - Korlom, ki je poslušalce večkrat nasmejal v vlogi deklice Karlince.
Besedila so večinoma govorila o planšarstvu, pisali pa so jih vodja Franček Povše, Albert Papler, Lev Svetek in Marjan Stare.
Veliko koncertov so odigrali zastonj, v dobrodelne namene. Poznani so tudi po tem, da so kar štirinajstkrat zapored nastopili na Kravjem balu v Bohinju. Bili so tudi med prvimi, ki so nastopili na Gospodarskem razstavišču v Ljubljani na poskusnem oddajanju Slovenske televizije, obenem pa so veliko gostovali po vsej Jugoslaviji (tudi v Sarajevu, Skopju), nasploh v Evropi (v Avstriji, Nemčiji, Italiji, Belgiji, Nizozemski, Švedski, Švici in Poljski) ter celo v Ameriki in Kanadi.

## Spor zaradi imena
Leta 1955 je bil ustanovljen tudi Ansambel Janeza Jeršinovca s planšarji. Z njimi se je Ansambel Veseli planšarji spustil v pravni spor, ki je prišel tudi na sodišče, kjer se je vlekel več let, tako da sta hkrati obstajala dva ansambla s planšarji v imenu. O sporu so v tistem času veliko poročali tudi časopisi, kjer so glavni akterji prali umazano perilo v javnosti. O sporu je za sodišče obširno izjavo zapisal profesor Janez Bitenc, ki je med drugim zapisal, da je "edinole Franček Povše, idejni vodja in ustanovitelj Veselih planšarjev lahko pravnomočni nosilec in ohranjevalec tradicije, ki so si jo s svojim trdim delom, številnimi nastopi doma in na tujem, radiu in na televiziji ter z gramofonskimi ploščami ustvarili Veseli planšarji".

## Diskografija
Ansambel Veseli planšarji je izdal 12 plošč in kaset ter eno zgoščenko. Nekatere med njimi so:
1. Pastirji kličejo (1964)
2. Pet parov cokel (1968)
3. Luštno je biti planšar (1970)
4. Rogovi vabijo (1974)
5. 20 let ansambla (1976)
6. Bahavi pastir (1979)
7. Cokle 'mamo vsi nove (1981)
8. Pod bohinjsko skalco (1996)

## Največje uspešnice
Ansambel Veseli planšarji je najbolj poznan po naslednjih skladbah:
- Beli cvet
- Pet parov cokel
- Piha, piha veter čez planine
- Planšarska zdravica
- V planšarski koči
- Zapojte, rogovi